# 2585 Ірпедіна
2585 Ірпедіна (2585 Irpedina) — астероїд головного поясу, відкритий 21 липня 1979 року.
Тіссеранів параметр щодо Юпітера — 3,465.